# Бедашкув-Великий
Бедашкув-Великий (пол. Biedaszków Wielki) — село в Польщі, у гміні Тшебниця Тшебницького повіту Нижньосілезького воєводства.
Населення — 332 особи (2011).
У 1975-1998 роках село належало до Вроцлавського воєводства.

## Демографія
Демографічна структура станом на 31 березня 2011 року:
|          | Загалом | Допрацездатний вік | Працездатний вік | Постпрацездатний вік |
| -------- | ------- | ------------------ | ---------------- | -------------------- |
| Чоловіки | 174     | 40                 | 117              | 17                   |
| Жінки    | 158     | 31                 | 100              | 27                   |
| Разом    | 332     | 71                 | 217              | 44                   |